# Application radar à la météorologie infra-synoptique
Pour les articles homonymes, voir Aramis (homonymie).
ARAMIS (Application Radar à la Météorologie Infra-Synoptique) est le nom du réseau de  radars météorologiques de France qui comprend 33 radars de précipitations répartis sur le territoire de ce pays au 8 octobre 2020, y compris sur la Corse, plus 6 autres des pays voisins. De plus, Météo-France opère 8 autres radars outre-mer. L’ensemble des données recueillies et traitées par ARAMIS est disponible 24 heures sur 24 et renouvelé toutes les quinze minutes sur l’ensemble du territoire sous la forme d’une mosaïque des images de chacun de ces radars.

## Caractéristiques
ARAMIS couvre 95 % du territoire français avec 33 radars. Il comporte un mélange de radars de différentes longueurs d’onde : des radars de bande C (5 cm de longueur d’onde) dans le nord du pays, où l’atténuation par de fortes précipitations est peu fréquente, et des radars de bande S (10 cm) dans le sud où les pluies diluviennes nécessitent une longueur d’onde peu sensible à l’atténuation. Se sont ajoutés plus récemment des radars de bande X de courte portée (50 km) pour combler des trous dans la couverture, surtout en terrain accidenté.
Les radars les plus au nord couvrent un terrain relativement plat et sans blocage, ils sont éloignés de 180 km les uns des autres. Plusieurs des radars dans le sud se retrouvent dans une zone assez montagneuse ce qui limite leur portée et ils sont plus densément disposés, jusqu'à 60 km l'un de l'autre dans certains cas. En 2010, vingt-deux des 24 radars possédés par Météo-France sondaient en intensité (réflectivité) et en vitesse (Effet Doppler-Fizeau) les précipitations, dix étaient à double polarisation ce qui leur permet de déduire le type de précipitations. Le réseau au complet est en 2019 à double polarisation. Les radars Doppler utilisent une technique qui leur permet de résoudre les vitesses de déplacement des précipitations jusqu'à 60 m/s (plus de 200 km/h) jusqu'à 250 km du radar.
Outre-mer, Météo-France opère 8 radars (1 en Martinique, 1 en Guadeloupe, 2 à La Réunion et 3 en Nouvelle-Calédonie) et reçoit les données d'un radar météorologique du Centre national d'études spatiales (CNES) en Guyane. En France métropolitaine, les données des radars du Mont Vial (société Novimet) et des aéroports de Nice et de Paris-Charles-de-Gaulle (CDG) sont également disponibles chez Météo-France.

## Histoire

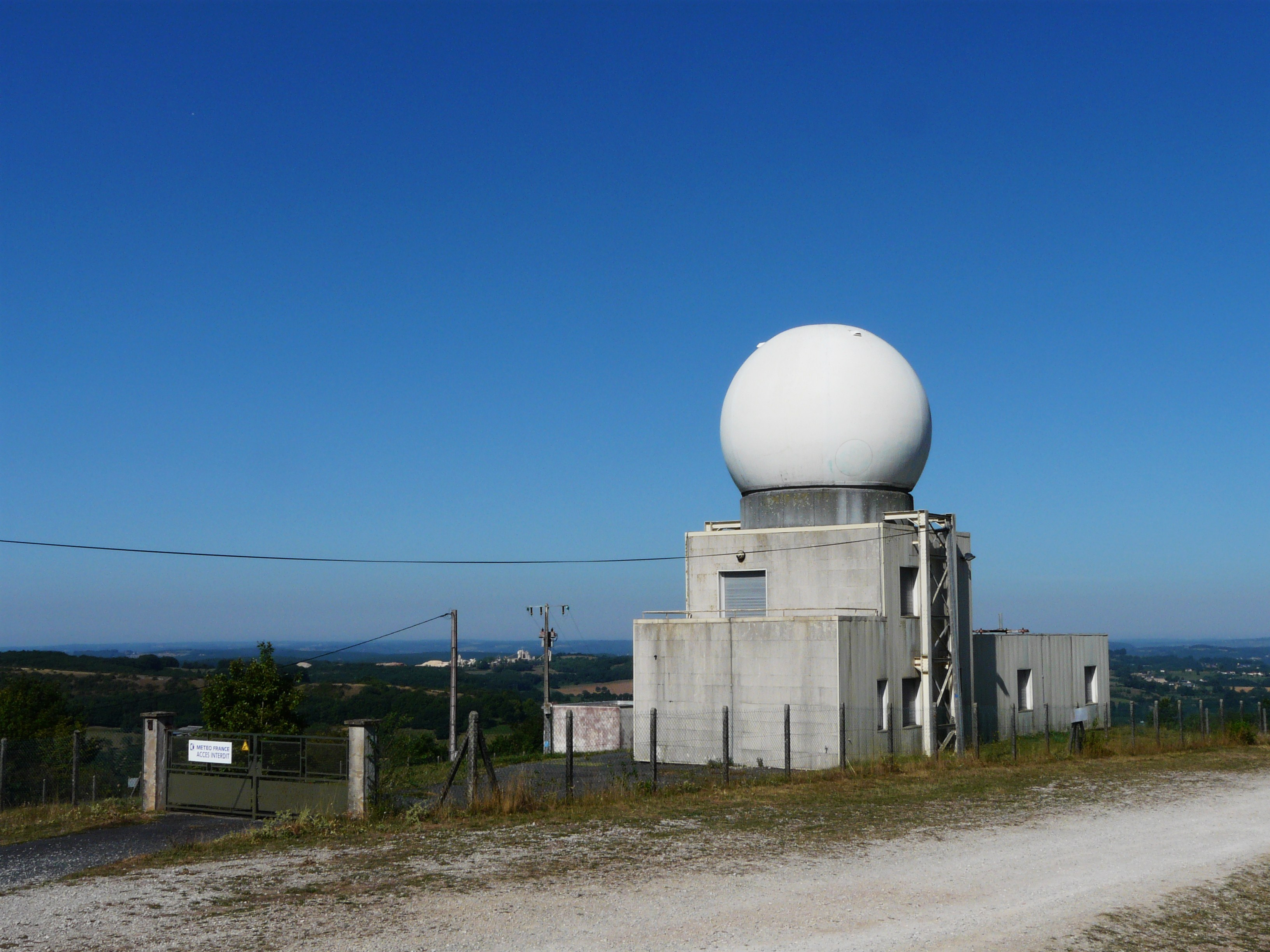
Radar de Grèzes en Dordogne

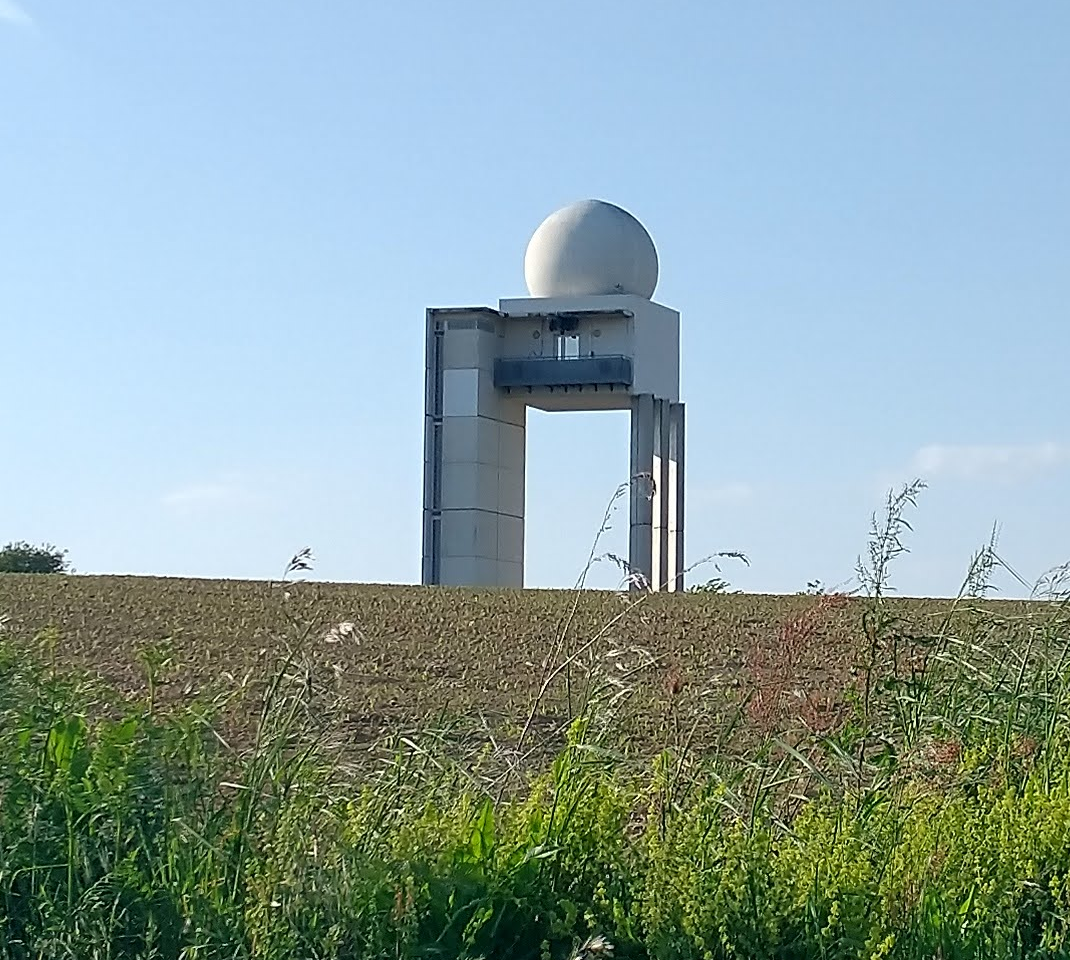
Radar météorologique de Momuy dans les Landes

Entre le milieu des années 1980 et jusqu’à 1995, la priorité en France était de construire un réseau hydrologique de radars. À cette fin, Météo-France a graduellement construit un ensemble de 13 radars. Le balayage fut limité à des angles inférieurs à 1 degré au-dessus de l’horizon de façon à voir la précipitation le plus près possible du sol. Le sondage s’effectuait assez lentement pour recueillir le maximum d’information à chaque 5 minutes.
Le logiciel CASTOR a été développé pour contrôler l’ensemble de ces radars et pour assembler leurs données en une mosaïque donnant une vue aussi complète que possible de la couverture des précipitations sur le territoire français à une résolution de 1,5 km par 1,5 km. Grâce au programme OPERA d’Eumetnet, les radars des pays limitrophes se sont ajoutés à cette mosaïque pour créer une image plus complète.
Cependant, comme le faisceau radar monte par rapport au sol, à cause de la courbure de la Terre, la portée efficace du réseau n’est que de 80 à 100 km pour l’usage hydrologique. Après 1995, le projet HYDRORADAR, puis le projet PANTHERE (Projet ARAMIS Nouvelles Technologies en Hydrométéorologie Extension et REnouvellement), lancés par Météo-France et le ministère de l’Écologie et du Développement durable, visaient à ajouter respectivement 5 (Sembadel, Bollène, Collobrières, Opoul, Aléria) puis 6 (Avesnes, Cherves, Bourgogne, Franche-Comté, Montclar, Momuy) autres radars pour densifier le réseau ARAMIS et optimiser son utilisation pour l'hydrologie. Le projet PANTHERE (qui permet également le renouvellement de 2 radars, Trappes et Toulouse) s'est conclu à l'été 2007 (radar de Franche-Comté). 
Un autre changement au réseau est la décision de sonder plusieurs angles d’élévations dans l’arc méditerranéen afin d’avoir un volume de sondage sur 3 dimensions, au lieu de seulement des angles de très basse altitude, pour tenir compte du relief de la région. Finalement, le travail effectué sur la diversité de polarisation et les données Doppler a amené à une modernisation complète du réseau entier. À cet égard, au début 2008 le radar Mélodi bande S de Nîmes-Manduel a été remplacé par un radar Selex, bande S double polarisation avec un radôme. En 2010, dix radars du réseau ARAMIS sont déjà à double polarisation et vingt-deux sont entièrement Doppler.
À partir de 2012, Météo-France lance le projet PUMA (Programme plUri-annuel de Modernisation du réseau ARAMIS). Les anciens radars sont renouvelés en utilisant de nouvelles technologies (double-polarisation, par exemple) et de nouveaux radars sont installés afin de couvrir la totalité du territoire national (Outre-mer  et région de montagne) afin d'améliorer la prévision des pluies, notamment dans le sud de la France où certains épisodes cévenols ou épisodes méditerranéens ont eu des conséquences dramatiques,.
Le projet PUMA de 2014 prévoyait l'installation de 4 nouveaux radars :
1. Massif central où une station météorologique est implantée depuis le 1er janvier 1941 à Charmeil ;
2. Alpes-Maritimes où la station météorologique du Mont-Vial près de Nice est équipée de deux radars météorologiques[8],[9]
3. Grenoble où un radar fut installé en 2014 au sommet du Moucherotte (1 901 m), sur la commune de Saint-Nizier-du-Moucherotte dans l'agglomération grenobloise[10].
4. Morbihan où il y a eu un échec dans l'installation au dernier trimestre 2015 afin de couvrir l'ouest de ce département. Début 2017, Météo-France était toujours à la recherche d'un site répondant aux nombreuses contraintes d'installation et de fonctionnement, notamment dans la commune de Noyal-Pontivy[11]. C'est finalement dans ce secteur que le nouveau radar a été construit et est opérationnel depuis novembre 2018[12].